# Ja, Zoo
A Ja, Zoo hide japán gitáros és énekes harmadik szólóalbuma, mely 1998. november 21-én, halála után jelent meg. A lemez 2. helyen végzett az Oricon slágerlistáján, 1998 végéig több mint egymillió példányban kelt el.

## Háttér
A lemezt hide 1998. május 2-án bekövetkezett halála után zenésztársai fejezték be és hide with Spread Beaver címen jelent meg. A Zilch basszusgitárosa, Paul Raven szerint hidén „nagy volt a nyomás” a Ja, Zoo album felvételei miatt. Úgy vélte, az elkészült lemeznek nem sok köze lett végül hidéhez, mert szerinte csak három dalt fejezett be a halála előtt. Hirosi, hide testvére azonban a 2010-ben megjelent könyvében azt írta, hat dal volt készen.
Hide életében egyetlen kislemez jelent meg a készülő lemezről, a Rocket Dive, mely platina minősítést szerzett 400 000 eladott példánnyal. A zenész halálát követően kiadott Pink Spider kislemez az Oricon slágerlistáján az első helyet érte el. Az év végére több mint egymillió példányban fogyott el és az év 11. legsikeresebb kislemeze lett. Az Év dala díjat is elnyerte a 13. Japan Gold Disc Awardon, majd az MTV Video Music Awardson a japán nézők választása kategóriában is nyert. Emellett az Ever Free és a korábban kiadott Rocket Dive eladása is jelentősen megnőtt.
A 2014-ben kiadott Co Gal című dalt eredetileg demóként a Ja, Zoo-hoz vették fel 1998-ban; két évbe telt I.N.A-nak, a Spread Beaver tagjának vocaloid technológia segítségével befejezni.

## Számlista
Az összes szám szerzője hide. 
| #   | Cím                                 | Hossz |
| --- | ----------------------------------- | ----- |
| 1.  | Spread Beaver                       | 3:24  |
| 2.  | Rocket Dive                         | 3:41  |
| 3.  | Leather Face                        | 4:05  |
| 4.  | Pink Spider                         | 3:42  |
| 5.  | Doubt '97 (Mixed LEMONed Jelly Mix) | 3:53  |
| 6.  | Fish Scratch Fever                  | 3:46  |
| 7.  | Ever Free                           | 3:39  |
| 8.  | Breeding                            | 5:02  |
| 9.  | Hurry Go Round                      | 5:04  |
| 10. | Pink Cloud Assembly                 | 2:21  |